# Vista Hermosa, San Francisco del Rincón
Vista Hermosa är en ort i Mexiko.   Den ligger i kommunen San Francisco del Rincón och delstaten Guanajuato, i den centrala delen av landet, 300 km nordväst om huvudstaden Mexico City. Vista Hermosa ligger 1 804 meter över havet och antalet invånare är 338.
Terrängen runt Vista Hermosa är en högslätt. Runt Vista Hermosa är det tätbefolkat, med 308 invånare per kvadratkilometer. Närmaste större samhälle är San Francisco del Rincón, 11,8 km nordväst om Vista Hermosa. I omgivningarna runt Vista Hermosa växer huvudsakligen savannskog.